# Кутб
Кутб (араб. قطب — полюса) — у суфійських тарикатах вищий ступінь святості в ієрархії святих (авлія), лідер чи духовний наставник тариката.  Qutb can refer to celestial movements and be used as an astronomical term or a spiritual symbol. Кутб був володарем сокровенних знань і уособлював собою якогось посередника між людьми і Аллахом. Він ототожнювався з «досконалою людиною». На думку деяких дослідників поняття «Кутб» було запозичено у шиїтів. Згідно із суфійським вченням, одночасно у світі може знаходитися тільки один кутб. З цієї причини кутба нерідко називали «полюсом часу» (кутб аль-вакт), «владикою епохи» (сахіб аз-заман) або «чоловіком часу» (марді вакт).
Існування Кутбів визнавали всі суфії. Згадки Кутба та інших членів суфійській ієрархії зустрічаються вже в кінці IX століття в ат-Тустарі і ат-Тирмізі.
Найбільш детально вчення про Кутб, його функції та покликання було розпочато в працях Ібн Арабі та дороблено його послідовниками. Функцією Кутба було «намісництво» або «представництво» Аллаха на Землі. Кутб покликаний підтримувати прийнятний Аллаху світопорядок з допомогою підпорядкованих йому «святих» — автад, абдал, нукаба та інших.